# Tiszatáj
A Tiszatáj 1947 márciusa óta Szegeden megjelenő irodalmi, művészeti, társadalmi és tudományos folyóirat.

## Leírása
Cím: Tiszatáj : irodalmi folyóirat
Megjelenés: Szeged : Helyi Írószövetség; Tiszatáj Alapítvány Kuratóriuma, 1947–
Állományadatok: 1.1947:1–10; 2.1948:1–12; 3.1949:1–4––8.1954:1–4; 9.1955:1–6. 10.1956:1–5; 11.1957:1–3; 12.1958:1–12; 13.1959:1–12; 14.1960:1–12; 15.1961:1–12; 16.1962:1–12; 17.1963:1–12; 18.1964:1–12; 19.1965:1–12––39.1985:1–12; 40.1986:1–6; 41.1987:1–12––55.2001:1–12; 56.2002:1–12; 57.2003:1–12; 58.2004:1–12; 59.2005:1–12; 60.2006:1–12; 61.2007:1–12; 62.2008:1–12; 63.2009:1–12; 64.2010:1–12;65.2011:1–12; 66.2012:1–3. – 
1992-től negyedévenként diákmellékletet jelentet meg magyar írókról.

## Története
Szegeden egy fiatalokból, egyetemi és főiskolai hallgatókból álló munkaközösség jött létre 1946 őszén, a Kálmány Lajos Kör. Kálmány Lajos szegedi születésű néprajzkutató, katolikus pap volt. Céljuk az alföldi néptudományi kutatás, a népi gondolat előadásokkal, kiadványokkal való terjesztése volt egy irodalmi folyóirat hasábjain keresztül. Megszületett a Tiszatáj (Péter László javaslatára kapta e nevet), amely a mai szépirodalmi folyóiratok között a legöregebb. 1947. március 8-án jelent meg az első szám.
Elsősorban a szegedi irodalmi hagyományok feltárásához járult hozzá. Elemezte, bemutatta, értékelte Balázs Béla, József Attila, Juhász Gyula, Kálmány Lajos, Móra Ferenc, Radnóti Miklós, Tömörkény István műveit. Közölték a Szeged és a város körüli települések szociográfiai leírásait is. Helyi élő szépirodalom (Baka István, Tóth Béla), magyarországi élő szépirodalom (Ágh István, Csoóri Sándor, Csorba Győző, Esterházy Péter, Illyés Gyula, Jékely Zoltán, Keresztury Dezső, Nagy László, Németh László, Páskándi Géza, Pilinszky János) s a környező országok magyar nyelvű irodalmának (például Sütő András) bemutatására is folyamatosan törekedett és törekszik, ez utóbbi főleg Ilia Mihály érdeme.
2012-től a folyóirat internetes változata is elérhető.

### Tiszatáj-ügy 1986
Többször szünetelt a Tiszatáj, például 1956–57-ben az 1956-os forradalom miatt, 1986-ban betiltották egy fél évre Nagy Gáspár A fiú naplójából című versének közlése miatt. (Maga Kádár János kezdeményezte a lap betiltását, mivel valaki felhívta a figyelmét a költeményre és elhitette vele, hogy őt jelképezi a versben szereplő »júdásfa«, illetve az a "nyolcvanas évek közállapotait jelölő kollektív szimbólum". ) A Tiszatáj elleni dühödt támadás a hatalom részéről hamarosan az irodalom elleni támadássá szélesedett.
1987-től új szerkesztőbizottságot hoztak létre a Tiszatájnál, első elnöke Tóth Béla volt, 1989-től Vörös László, majd Olasz Sándor. A főmunkatársak közt dolgoztak a lapnál nemcsak mint szerzők, hanem mint rovatvezetők, szerkesztősegédek is, Vajda László, Péter László, Sütő András, Baka István, Tadeusz Nowak, Széles Klára.

### Tiszatáj-ügy 2012
2012 őszén kritika érte a Tiszatáj folyóiratot, a 2011 óta működő új szerkesztőséget, mely szerint a lap eltávolodott a hagyományoktól, és ezért nem tölti be a Szeged várossal szembeni hivatását.

## Szerkesztői
- Madácsy László (1947–1948)
- Erdődi József (1948–1950)
- Forgách István (1950)
- Somfai László (1951)
- Lődi Ferenc; (1926-1997)
- Kékesdi Gyula (1952–1953)
- Deér Endre (1954)
- Nagy Sándor (1955)
- Petrovácz István (1956)
- Szabolcsy Gábor (1957–1964)
- Andrássy Lajos (1965–1969)
- Havasi Zoltán (1970–1971)
- Ilia Mihály (1972–1974)
- Vörös László (1975–1986)
- Kaposi Márton (1987–1988)
- Annus József (1987–1996. június)
- Olasz Sándor (1996. július–2011. február)
- Hász Róbert (2011. május –)[7][8]